# Acacia grandicornuta
Acacia grandicornuta là một loài thực vật có hoa trong họ Đậu. Loài này được Gerstner miêu tả khoa học đầu tiên.